# Hyperparazitismus
Hyperparazitismus je jev, kdy je jeden parazit hostitelem jiného parazita.

## Úvod
Organismy v přírodě žijí v těsném kontaktu s jinými organismy. Těsné i volnější soužití ovlivňuje oba interagující. V případě parazitismu se jedná o vztah, kdy jeden z partnerů má ze soužití prospěch a druhý škodu. Parazitismus patří mezi nejrozšířenější životní strategie organismů a hraje klíčovou roli v evoluci i koevoluci druhů.

Nejvíce případů hyperparazitismu bylo zjištěno u parazitoidů z řádu blanokřídlého hmyzu (Hymenoptera). Příklady můžeme ale nalézt i mnoha dalších skupinách organismů.

## Hyperparazitismus u parazitoidů
Hyperparazitismus se objevuje v přibližně dvaceti rodech blanokřídlého hmyzu (Hymenoptera). Hostitelem je široké spektrum parazitoidů, většinou také z blanokřídlých.

- primární parazitoidi – parazitoidi, kteří cizopasí na jiných živočiších (typicky členovcích)
- sekundární parazitoidi – hyperparazitoidi, kteří cizopasí na primárních parazitoidech
- terciérní parazitoidi – hyperparazitoidi, kteří cizopasí na hyperparazitoidech

U parazitoidů bylo dokonce zdokumentováno několik případů kvartérního parazitismu.

O biologii hyperparazitů je známo překvapivě málo, ačkoli jsou běžní v mnoha parazitických guildách (skupinách organismů se stejnými nároky na potravní zdroje).

### Obrana proti hyperparazitoidům
Někteří parazitoidi snižují riziko nalezení hyperparazitoidy manipulováním chování jejich hostitelů.

Někteří se brání pomocí speciálních útvarů, vytvořených za tímto účelem – například dospělé larvy hyperparazita Dendrocerus carpenteri (Hymenoptera) se brání terciérním parazitoidům pomocí trnovitých výběžků, které jim slouží jako brnění.

### Kompetice mezi parazitoidy
Kromě toho, že se larvy musí vyrovnat s nehostinným prostředím, které představuje tělo hostitele, čelí také útokům ze strany jiných parazitoidů. 

Někteří hyperparazitoidi kladou vajíčka přímo do larev parazitoidů. Jindy kladou dva parazitoidi do stejného hostitele a jejich potomci poté kompetují o zdroje, které jim poskytuje hostitelský organismus. (Sem patří i tzv. superparazitismus – vnitrodruhový a multiparazitismus – mezidruhový parazitismus.)